# Districte d'Ancuabe
El Districte d'Ancuabe és un districte de Moçambic, situat a la província de Cabo Delgado. Té una superfície 4.984 kilòmetres quadrats i una població de 199.457 habitants en 2015. La capital és la ciutat d'Ancuabe. La majoria de la població del territori pertany a l'ètnia macua. Limita al nord amb el districte de Meluco, a l'oest amb el districte de Montepuez, a sud amb el districte de Chiúre i a l'est amb els districtes de Pemba Metuge i Quissanga.

## Divisió Administrativa
El districte està dividit en tres postos administrativos (Ancuabe, Metoro i Meza), compostos per les següents localitats:
- Posto Administrativo d'Ancuabe:
  - Ancuabe
  - Chiote
  - Nacuale
- Posto Administrativo de Metoro:
  - Metoro
  - Salave
- Posto Administrativo de Meza:
  - Campine
  - Meza
  - Minhuene
  - Nanjua